# روجر كوكس
روجر كوكس (27 أبريل 1947 في المملكة المتحدة - ) (بالإنجليزية: Roger Cox)‏ هو لاعب كريكت بريطاني. لعب مع نادي مقاطعة بيدفوردشير للكريكت ‏ والمقاطعات الوطنية للكريكيت الإنجليزي والويلزي ‏.

## وصلات خارجية
- روجر كوكس على موقع إي آس بي آن كريك إنفو (الإنجليزية)